# Bình An, Ninh Bình
	Bình An		là một xã thuộc tỉnh Ninh Bình, Việt Nam.

## Địa lý
Trụ sở xã nằm cách phường Hoa Lư - trung tâm tỉnh lỵ Ninh Bình 33 km về phía Bắc, có vị trí địa lý:
- Phía nam giáp xã Minh Tân.
- Phía bắc giáp xã Trần Thương và xã Vĩnh Trụ.
- Phía đông giáp phường Mỹ Lộc và xã Bình Giang.
- Phía tây giáp các xã Bình Lục, Bình Mỹ và Bình Sơn.

Xã Bình An	có diện tích:	37,76	km², 	dân số:	38.881	người, mật độ dân số: 	1030	người/km². 	Đây là đơn vị có diện tích xếp thứ:	18	, số dân xếp thứ: 	27	và mật độ dân số xếp thứ: 	85	trong số 129 xã, phường ở Ninh Bình.  
Xã này nằm trên Quốc lộ 21, 21B.

## Lịch sử
Ngày 14 tháng 11 năm 2024, Ủy ban Thường vụ Quốc hội ban hành Nghị quyết số 1288/NQ-UBTVQH15 về việc sắp xếp đơn vị hành chính cấp huyện, cấp xã của tỉnh Hà Nam giai đoạn 2023 – 2025 (nghị quyết có hiệu lực từ ngày 1 tháng 1 năm 2025). Theo đó, thành lập xã Bình An thuộc huyện Bình Lục trên cơ sở toàn bộ 6,90 km² diện tích tự nhiên, quy mô dân số là 5.331 người của xã Bối Cầu, toàn bộ 10,09 km² diện tích tự nhiên, quy mô dân số là 9.288 người của xã An Nội và toàn bộ 6,75 km² diện tích tự nhiên, quy mô dân số là 7.742 người của xã Hưng Công.
Xã Bình An có diện tích 23,73 km², dân số năm 2023 là 22.361 người, mật độ dân số đạt 942 người/km².
Xã Bình An là quê hương nhà thơ Tam Nguyên Yên Đổ - Nguyễn Khuyến từ đường tại thôn Vị Hạ ( xã Trung Lương cũ). Đồng thời gắn với lịch sử văn hóa lâu đời với bảo vật Trống đồng Ngọc Lũ.
Theo Nghị quyết số 1674/NQ-UBTVQH15 ngày 16/6/2025 về sắp xếp các đơn vị hành chính cấp xã của tỉnh Ninh Bình năm 2025, 	sắp xếp các xã Trung Lương, Ngọc Lũ và Bình An thành xã mới có tên gọi là xã Bình An.	